# Information télévisée 1
Pour les articles homonymes, voir IT1.
Information télévisée 1 ou IT1, est la dénomination de la rédaction de la chaîne publique nationale française TF1 du 6 janvier au 20 décembre 1975. La nouvelle première chaîne, issue de l'éclatement de l'ORTF, choisit de distinguer la dénomination « TF1 » désignant l'antenne, de celle de l'unité d'information intitulée « IT1 ». L'émission commence à être produite en partie en couleur pour s'adapter au nouveau réseau d'émetteurs de TF1 ayant adopté le format 625 lignes et le standard SÉCAM ; toutefois les émissions en noir et blanc se poursuivent sur le réseau 819 lignes, créé en 1949.

## Historique
Henri Marque est nommé directeur de l'information de la toute nouvelle société nationale de programmes de télévision TF1 en janvier 1975 et son adjoint Christian Bernadac comme rédacteur en chef des journaux. Trois éditions sont proposées par la rédaction de TF1, à 13 h, 20 h et en fin de soirée. La rédaction d'IT1 est composée de journalistes venant à la fois de l'ancienne rédaction de 24 heures sur la Une parmi lesquels Bernard Volker, Jean-François Robinet, Claude Brovelli, Patrice Duhamel, Michel Chevalet, Dominique Baudis, François Bonnemain, Alain Fernbach, etc. Pour compléter l'équipe, certains journalistes plus jeunes proviennent de France Inter à l'initiative de Christian Bernadac, lesquels ont participé au petit journal télévisé Inter 3 sur la Troisième chaîne de l'ORTF, entre 1972 et 1975. On note ainsi Jean-Claude Bourret, Michel Denisot, Yves Mourousi, Jean-Pierre Pernaut, Régis Faucon ou Dominique Bromberger.
Durant cette période, TF1 est diffusé en noir et blanc et en 819 lignes, sur le réseau de la première chaîne. À partir du 1er septembre 1975, TF1 utilise durant l'après-midi, le réseau couleur libre à cette heure de la chaîne publique FR3 en SÉCAM 625 lignes.
Le 20 décembre 1975 à 20 h, TF1 passe à la couleur, et pour renforcer l'identité de la chaîne, l'appellation IT1 disparaît pour laisser place à TF1 Actualités.

## Éditions et présentateurs

### IT1 13 heures
Ce journal est présenté par le duo Yves Mourousi-Michel Denisot. Il dure une heure avec une première partie consacrée à l'actualité et une deuxième partie magazine plus tournée vers la culture.

### IT1 20 heures
Ce journal est présenté par Roger Gicquel, journaliste de France Inter, qui est alors retenu par Christian Bernadac alors même que le poste a été proposé au jeune Patrick Poivre d'Arvor. Or celui-ci vient de donner son accord à Jacques Sallebert d'Antenne 2, qui lui a offert le poste de chef du service politique.

### IT1 Nuit
Cette édition est présentée par Claude Brovelli en fin de journée. 

### IT1 week-end
Le week-end, Jean-Claude Bourret assure les éditions de 13 h et 20 h, cette dernière ayant la particularité de débuter le dimanche soir à 19h45 pour développer l'actualité sportive, rubrique assurée par Georges de Caunes, chef du service des sports de TF1. 
Julien Besançon présente le dernier journal du samedi et du dimanche.

## Journalistes et rédaction
Parmi les journalistes d'IT1, on trouve Bernard Volker, Jean-François Robinet, Alain Fernbach, Dominique Bromberger, Patrice Duhamel, Michel Chevalet, Dominique Baudis, François Gault, spécialisé dans les affaires sociales, François Bonnemain, Jean-Pierre Pernaut, Alain Weiller,  Jean-Claude Narcy ou Bruno Masure.
- Christian Bernadac : rédacteur en chef chargé de tous les journaux.
- Jacques Idier : chef du service de politique intérieure.
- Emmanuel de La Taille : chef du service économique.
- Michel Texier : chef du service de politique extérieure.

## Décor
Le plateau se décompose en deux parties dont une est commune à toutes les éditions, c'est la plus sobre avec deux pupitres ronds disposés devant un fond bleu permettant l'incrustation d'images d'actualités ou du logo IT1. 
Pour IT1 13 heures, Yves Mourousi dispose d'un petit plateau pour recevoir des invités autour d'une table basse et de deux fauteuils. Ce plateau est situé à la droite des pupitres de présentation et est entouré d'un fond de logos IT1. 

## Générique
Les journaux sont repérés par l’indicatif de Claude Perraudin et par les dessins de Catherine Chaillet, avec le célèbre œil de TF1. Le générique démarre avec 2 yeux qui se rassemblent lentement, puis par l'indicatif IT1 en perspective cavalière en petit en dessous de l'œil, puis cet œil va se réduire pour mettre le point sur les I de IT1 qui se transforme en I en perspective cavalière et une voix-off annonce IT1 13 h avec Yves Mourousi ou IT1 20 h avec Roger Gicquel. 

## Diffusion
IT1 est diffusé chaque jour en direct au format 4/3 noir et blanc sur le premier réseau VHF en 819 lignes de TF1, mais aussi en couleur pour l'édition de 13 h sur le troisième réseau UHF SÉCAM 625 lignes de TDF à partir du 1er septembre 1975. Cette émission est réalisée depuis le studio 1 du 13-15 rue Cognacq-Jay à Paris, siège de TF1.